# Alpha 5
Alpha 5 war eine Computerspiel-Show für Kinder, die von 1981 bis 1985 in der ARD zu sehen war. Für die Produktion war der Bayerische Rundfunk zuständig.

## Beschreibung
In jeder Folge traten zwei aus Schulklassen bestehende Kindermannschaften gegeneinander an (Delta und Omega), die auf ihrem imaginären Flug zur Raumstation Alpha 5 verschiedene Aufgaben (Quizrunden, Geschicklichkeits- und Action-Spiele) zu lösen hatten.
Begleitet wurden die Mannschaften von dem kleinen Roboter „Alfi“. Alfi moderierte die Sendung und startete jedes Match mit dem Schlachtruf: „Toc-toc-toc, oi-oi-oi!“
Die Sendung wurde u. a. von Wolfgang Rudolph konzipiert, der zusammen mit Wolfgang Back als Moderator des WDR-Computerclubs bekannt wurde. Rudolph entwickelte und bediente auch in dieser Sendung die Technik.
Die gesamte Software für die verwendeten Spiele einschließlich einer eigens dafür entwickelten grafischen Oberfläche und der Komponenten zur Vernetzung von zwei Rechnern (Apple IIe) wurde von Peter-M. Oden entwickelt.